# 飯森站
飯森站（日语：／ Iimori eki */?）是位於長野縣北安曇郡白馬村大字神城飯森，東日本旅客鐵道（JR東日本）的大糸線車站。車站編號是14。

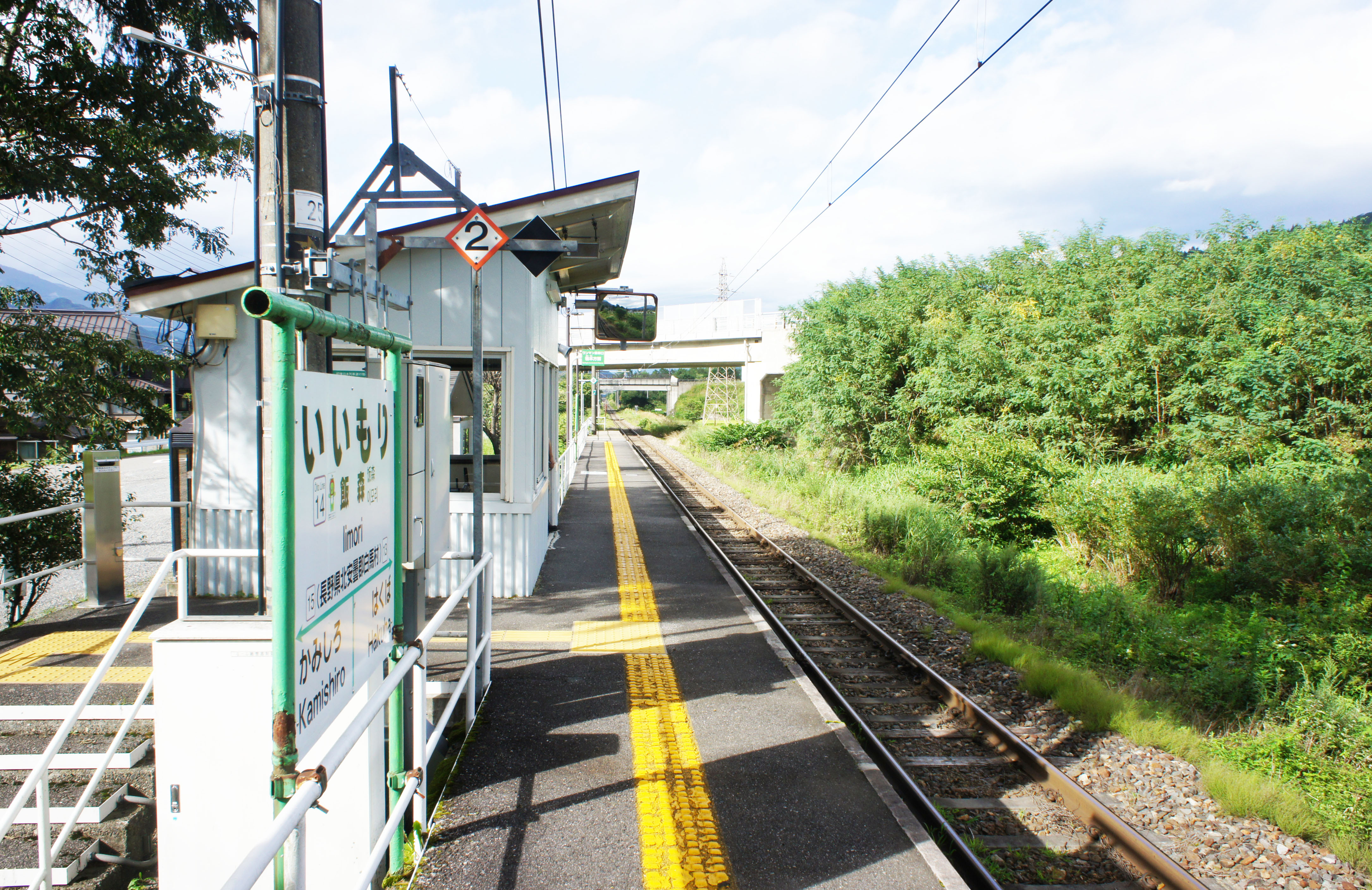
月台（2021年8月）

## 歷史
- 1960年（昭和35年）7月20日：國鐵開設此站[2]。為旅客車站。
- 1982年（昭和57年）12月：車站南邊的平交道變為立體交錯[1][3]。
- 1987年（昭和62年）4月1日：伴隨國鐵分割民營化，車站由東日本旅客鐵道（JR東日本）營運[4][5]。
- 2014年（平成26年）
  - 11月22日：發生长野县神城断层地震，信濃大町站至糸魚川站之間暫停運行[新聞 1]。
  - 11月25日：信濃大町站至白馬站之間重開[新聞 2]。

## 車站構造
車站是一座地面車站，設有1面1線的單式月台，不可進行列車交會。
此站是由白馬站管理的無人車站。此站設有車站大樓，大樓內設有候車室。

## 使用狀況
根據「長野縣統計書」，以下為1日平均乘車人次資料：
- 2007年度 - 24人[1]
- 2009年度 - 24人[1]
- 2010年度 - 23人[6]

## 車站周邊
- 國道148號（日语：国道148号）
- 白馬五龍滑雪場（日语：白馬五竜スキー場）
- 姬川（日语：姫川）
- 飯森民宿街

## 相鄰車站
東日本旅客鐵道（JR東日本）
■大糸線
快速
通過
普通
神城（15）－飯森（14）－白馬（13）

## 注腳

### 報道發表資料
1. 1 2   (PDF) (新闻稿). 東日本旅客鉄道長野支社. 2016-12-07  [2016-12-08]. （原始内容 (PDF)存档于2016-12-08） （日语）.

### 新聞
1. ↑  “41人けが、全壊34棟 長野北部地震、余震70回に”. 中日新聞 (中日新聞社). (2014年11月24日)
2. ↑  “長靴姿で登校、大糸線が一部再開 県神城断層地震”. 中日新聞 (中日新聞社). (2014年11月26日)

## 外部連結
- 車站資訊（飯森）：東日本旅客鐵道（日語）